# Demeter Isopescul
Demeter Isopescul (* 3. Oktober 1839 in Frătăuții Vechi, Bukowina; † 1. Mai 1901 in Wien) war ein rumänischer Lehrer im österreichischen Kronland Bukowina.

## Leben
Isopesculs Vater war Priester der Rumänisch-Orthodoxen Kirche. Demeter Isopescul besuchte die Grundschule in Radautz und das k.k. I. Staatsgymnasium Czernowitz. Einer seiner Lehrer war Aron Pumnul. Nach der Matura studierte er in Czernowitz Griechisch-Orthodoxe Theologie. Da er Lehrer werden wollte, wechselte er nach einem Jahr an die Universität Wien, um sieben Semester Geographie und Geschichte zu studieren. Ab 1864 war er Supplent und Lehrer in Suczawa. Als kaiserlich-königlicher Professor für Geographie und Geschichte kehrte er 1869 an das Czernowitzer Gymnasium zurück. Er wurde in den k.k. Landesschulrat berufen und 1870 zum Direktor der neu errichteten Lehrerbildungsanstalt ernannt. Anfangs stand sie nur Jungen offen; aber Isopescul eröffnete 1872 eine Abteilung für Mädchen. Als erster Lehrer der Bukowina unterrichtete er Pädagogik in Rumänischer Sprache. Er war Schulinspektor der rumänischen Volksschulen.
Ab 1873 gab er die Bukowinaer Pädagogischen Blätter für rumänische Schulen und Lehrer heraus. In Wien engagierte er sich ab 1875 – dem Gründungsjahr der Franz-Josephs-Universität – für die Erhaltung von Kulturdenkmälern der Bukowina.
Bei der Reichsratswahl 1901 wurde er in den Reichsrat gewählt.
Mit seiner Frau Aglaia Constantinovici-Grecu hatte er eine Tochter und vier Söhne.

## Schriften
- Beziehungen Karls des Großen zu den Saracenen in Spanien und zu den abbasidischen Chalifen von Bagdad. Czernowitz 1869.
- Das Theorem der Fourier'schen Reihen. Czernowitz 1873.
- Schematismus der Bukowiner Volksschulen und Lehrer, zusammengestellt auf Grundlage amtlicher Daten. Bukowiner Landeslehrerverein, Czernowitz 1894.